# Teucros (Troade)
Pour les articles homonymes, voir Teucros.
Dans la mythologie grecque, Teucros ou Teucer (en grec ancien Τεῦκρος / Teûkros) est le premier roi mythique de Troade.
Fils du dieu fleuve Scamandre et de la nymphe Idéa selon le pseudo-Apollodore, il règne sur la Troade avant la fondation de Troie. Pour cette raison, les Troyens sont souvent appelés « Teucriens ». Il accueille à sa cour Dardanos, qui a fui Samothrace à la suite de la mort de son frère Iasion. Il lui donne en épouse sa fille Batia et une partie de son royaume (chez Eustathe de Thessalonique, la fille s'appelle plutôt Myrina).
Dans l’Énéide, au Chant III, le poète latin Virgile fait dire à Anchise que Teucros, dont il est un descendant, est originaire de Crète. On notera à ce propos l'homonymie des monts Ida de Troade (actuel Kaz Dağı) et Ida de Crète (actuel Oros Idi).